# Mistrovství světa v ledním hokeji do 18 let 2003
Mistrovství světa v ledním hokeji do 18 let 2003 se konalo ve městě Jaroslavl v Rusku. Probíhalo ve dnech 8. až 18. dubna 2003. Mistrem světa se stal tým Kanady.

## Elitní skupina

### Základní skupina A
| Tým          | Z | V | P | R | GV | GI | B |
| ------------ | - | - | - | - | -- | -- | - |
| 1. USA       | 4 | 3 | 0 | 1 | 11 | 7  | 7 |
| 2. Slovensko | 4 | 3 | 1 | 0 | 18 | 9  | 6 |
| 3. Švédsko   | 4 | 1 | 2 | 1 | 15 | 13 | 3 |
| 4. Finsko    | 4 | 1 | 2 | 1 | 14 | 15 | 3 |
| 5. Bělorusko | 4 | 0 | 3 | 1 | 14 | 28 | 1 |

| 12. dubna 2003 | Švédsko | 3 - 3 | Finsko |  |
|                | Švédsko |       | Finsko |  |

| Souhrn zápasu | Souhrn zápasu | Souhrn zápasu | Souhrn zápasu | Souhrn zápasu |
| ------------- | ------------- | ------------- | ------------- | ------------- |
|               | {{{góly1}}}   |               | {{{góly2}}}   |               |

| 12. dubna 2003 | Bělorusko | 3 - 3 | USA |  |
|                | Bělorusko |       | USA |  |

| Souhrn zápasu | Souhrn zápasu | Souhrn zápasu | Souhrn zápasu | Souhrn zápasu |
| ------------- | ------------- | ------------- | ------------- | ------------- |
|               | {{{góly1}}}   |               | {{{góly2}}}   |               |

| 13. dubna 2003 | Slovensko | 4 - 1 | Švédsko |  |
|                | Slovensko |       | Švédsko |  |

| Souhrn zápasu | Souhrn zápasu | Souhrn zápasu | Souhrn zápasu | Souhrn zápasu |
| ------------- | ------------- | ------------- | ------------- | ------------- |
|               | {{{góly1}}}   |               | {{{góly2}}}   |               |

| 14. dubna 2003 | Finsko | 8 - 6 | Bělorusko |  |
|                | Finsko |       | Bělorusko |  |

| Souhrn zápasu | Souhrn zápasu | Souhrn zápasu | Souhrn zápasu | Souhrn zápasu |
| ------------- | ------------- | ------------- | ------------- | ------------- |
|               | {{{góly1}}}   |               | {{{góly2}}}   |               |

| 14. dubna 2003 | USA | 3 - 2 | Slovensko |  |
|                | USA |       | Slovensko |  |

| Souhrn zápasu | Souhrn zápasu | Souhrn zápasu | Souhrn zápasu | Souhrn zápasu |
| ------------- | ------------- | ------------- | ------------- | ------------- |
|               | {{{góly1}}}   |               | {{{góly2}}}   |               |

| 15. dubna 2003 | Švédsko | 2 - 3 | USA |  |
|                | Švédsko |       | USA |  |

| Souhrn zápasu | Souhrn zápasu | Souhrn zápasu | Souhrn zápasu | Souhrn zápasu |
| ------------- | ------------- | ------------- | ------------- | ------------- |
|               | {{{góly1}}}   |               | {{{góly2}}}   |               |

| 16. dubna 2003 | Finsko | 3 - 4 | Slovensko |  |
|                | Finsko |       | Slovensko |  |

| Souhrn zápasu | Souhrn zápasu | Souhrn zápasu | Souhrn zápasu | Souhrn zápasu |
| ------------- | ------------- | ------------- | ------------- | ------------- |
|               | {{{góly1}}}   |               | {{{góly2}}}   |               |

| 16. dubna 2003 | Bělorusko | 3 - 9 | Švédsko |  |
|                | Bělorusko |       | Švédsko |  |

| Souhrn zápasu | Souhrn zápasu | Souhrn zápasu | Souhrn zápasu | Souhrn zápasu |
| ------------- | ------------- | ------------- | ------------- | ------------- |
|               | {{{góly1}}}   |               | {{{góly2}}}   |               |

| 17. dubna 2003 | USA | 2 - 0 | Finsko |  |
|                | USA |       | Finsko |  |

| Souhrn zápasu | Souhrn zápasu | Souhrn zápasu | Souhrn zápasu | Souhrn zápasu |
| ------------- | ------------- | ------------- | ------------- | ------------- |
|               | {{{góly1}}}   |               | {{{góly2}}}   |               |

| 17. dubna 2003 | Slovensko | 8 - 2 | Bělorusko |  |
|                | Slovensko |       | Bělorusko |  |

| Souhrn zápasu | Souhrn zápasu | Souhrn zápasu | Souhrn zápasu | Souhrn zápasu |
| ------------- | ------------- | ------------- | ------------- | ------------- |
|               | {{{góly1}}}   |               | {{{góly2}}}   |               |

### Základní skupina B
| Tým           | Z | V | P | R | GV | GI | B |
| ------------- | - | - | - | - | -- | -- | - |
| 1. Rusko      | 4 | 4 | 0 | 0 | 27 | 8  | 8 |
| 2. Kanada     | 4 | 2 | 1 | 1 | 19 | 10 | 5 |
| 3. Česko      | 4 | 2 | 1 | 1 | 14 | 11 | 5 |
| 4. Švýcarsko  | 4 | 1 | 3 | 0 | 17 | 23 | 2 |
| 5. Kazachstán | 4 | 0 | 4 | 0 | 6  | 31 | 0 |

| 12. dubna 2003 | Kazachstán | 3 - 5 | Česko |  |
|                | Kazachstán |       | Česko |  |

| Souhrn zápasu | Souhrn zápasu | Souhrn zápasu | Souhrn zápasu | Souhrn zápasu |
| ------------- | ------------- | ------------- | ------------- | ------------- |
|               | {{{góly1}}}   |               | {{{góly2}}}   |               |

| 12. dubna 2003 | Kanada | 3 - 6 | Rusko |  |
|                | Kanada |       | Rusko |  |

| Souhrn zápasu | Souhrn zápasu | Souhrn zápasu | Souhrn zápasu | Souhrn zápasu |
| ------------- | ------------- | ------------- | ------------- | ------------- |
|               | {{{góly1}}}   |               | {{{góly2}}}   |               |

| 13. dubna 2003 | Švýcarsko | 13 - 2 | Kazachstán |  |
|                | Švýcarsko |        | Kazachstán |  |

| Souhrn zápasu | Souhrn zápasu | Souhrn zápasu | Souhrn zápasu | Souhrn zápasu |
| ------------- | ------------- | ------------- | ------------- | ------------- |
|               | {{{góly1}}}   |               | {{{góly2}}}   |               |

| 14. dubna 2003 | Česko | 3 - 3 | Kanada |  |
|                | Česko |       | Kanada |  |

| Souhrn zápasu | Souhrn zápasu | Souhrn zápasu | Souhrn zápasu | Souhrn zápasu |
| ------------- | ------------- | ------------- | ------------- | ------------- |
|               | {{{góly1}}}   |               | {{{góly2}}}   |               |

| 14. dubna 2003 | Rusko | 12 - 3 | Švýcarsko |  |
|                | Rusko |        | Švýcarsko |  |

| Souhrn zápasu | Souhrn zápasu | Souhrn zápasu | Souhrn zápasu | Souhrn zápasu |
| ------------- | ------------- | ------------- | ------------- | ------------- |
|               | {{{góly1}}}   |               | {{{góly2}}}   |               |

| 15. dubna 2003 | Kazachstán | 0 - 5 | Rusko |  |
|                | Kazachstán |       | Rusko |  |

| Souhrn zápasu | Souhrn zápasu | Souhrn zápasu | Souhrn zápasu | Souhrn zápasu |
| ------------- | ------------- | ------------- | ------------- | ------------- |
|               | {{{góly1}}}   |               | {{{góly2}}}   |               |

| 16. dubna 2003 | Kanada | 8 - 1 | Kazachstán |  |
|                | Kanada |       | Kazachstán |  |

| Souhrn zápasu | Souhrn zápasu | Souhrn zápasu | Souhrn zápasu | Souhrn zápasu |
| ------------- | ------------- | ------------- | ------------- | ------------- |
|               | {{{góly1}}}   |               | {{{góly2}}}   |               |

| 16. dubna 2003 | Česko | 4 - 1 | Švýcarsko |  |
|                | Česko |       | Švýcarsko |  |

| Souhrn zápasu | Souhrn zápasu | Souhrn zápasu | Souhrn zápasu | Souhrn zápasu |
| ------------- | ------------- | ------------- | ------------- | ------------- |
|               | {{{góly1}}}   |               | {{{góly2}}}   |               |

| 17. dubna 2003 | Švýcarsko | 0 - 5 | Kanada |  |
|                | Švýcarsko |       | Kanada |  |

| Souhrn zápasu | Souhrn zápasu | Souhrn zápasu | Souhrn zápasu | Souhrn zápasu |
| ------------- | ------------- | ------------- | ------------- | ------------- |
|               | {{{góly1}}}   |               | {{{góly2}}}   |               |

| 17. dubna 2003 | Rusko | 4 - 2 | Česko |  |
|                | Rusko |       | Česko |  |

| Souhrn zápasu | Souhrn zápasu | Souhrn zápasu | Souhrn zápasu | Souhrn zápasu |
| ------------- | ------------- | ------------- | ------------- | ------------- |
|               | {{{góly1}}}   |               | {{{góly2}}}   |               |

### Skupina o udržení
| Tým            | Z | V | P | R | GV | GI | B |
| -------------- | - | - | - | - | -- | -- | - |
| 7. Finsko      | 3 | 2 | 0 | 1 | 15 | 12 | 5 |
| 8. Bělorusko   | 3 | 2 | 1 | 0 | 19 | 17 | 4 |
| 9. Švýcarsko   | 3 | 1 | 1 | 1 | 18 | 9  | 3 |
| 10. Kazachstán | 3 | 0 | 3 | 0 | 12 | 26 | 0 |

| 19. dubna 2003 | Finsko | 5 - 4 | Kazachstán |  |
|                | Finsko |       | Kazachstán |  |

| Souhrn zápasu | Souhrn zápasu | Souhrn zápasu | Souhrn zápasu | Souhrn zápasu |
| ------------- | ------------- | ------------- | ------------- | ------------- |
|               | {{{góly1}}}   |               | {{{góly2}}}   |               |

| 19. dubna 2003 | Švýcarsko | 3 - 5 | Bělorusko |  |
|                | Švýcarsko |       | Bělorusko |  |

| Souhrn zápasu | Souhrn zápasu | Souhrn zápasu | Souhrn zápasu | Souhrn zápasu |
| ------------- | ------------- | ------------- | ------------- | ------------- |
|               | {{{góly1}}}   |               | {{{góly2}}}   |               |

| 20. dubna 2003 | Finsko | 2 - 2 | Švýcarsko |  |
|                | Finsko |       | Švýcarsko |  |

| Souhrn zápasu | Souhrn zápasu | Souhrn zápasu | Souhrn zápasu | Souhrn zápasu |
| ------------- | ------------- | ------------- | ------------- | ------------- |
|               | {{{góly1}}}   |               | {{{góly2}}}   |               |

| 20. dubna 2003 | Bělorusko | 8 - 6 | Kazachstán |  |
|                | Bělorusko |       | Kazachstán |  |

| Souhrn zápasu | Souhrn zápasu | Souhrn zápasu | Souhrn zápasu | Souhrn zápasu |
| ------------- | ------------- | ------------- | ------------- | ------------- |
|               | {{{góly1}}}   |               | {{{góly2}}}   |               |

### Play off

#### Čtvrtfinále
| 19. dubna 2003 | Slovensko | 2 - 1 | Česko |  |
|                | Slovensko |       | Česko |  |

| Souhrn zápasu | Souhrn zápasu | Souhrn zápasu | Souhrn zápasu | Souhrn zápasu |
| ------------- | ------------- | ------------- | ------------- | ------------- |
|               | {{{góly1}}}   |               | {{{góly2}}}   |               |

| 19. dubna 2003 | Kanada | 8 - 1 | Švédsko |  |
|                | Kanada |       | Švédsko |  |

| Souhrn zápasu | Souhrn zápasu | Souhrn zápasu | Souhrn zápasu | Souhrn zápasu |
| ------------- | ------------- | ------------- | ------------- | ------------- |
|               | {{{góly1}}}   |               | {{{góly2}}}   |               |

#### Semifinále
| 20. dubna 2003 | Rusko | 1 - 2 SN | Slovensko |  |
|                | Rusko |          | Slovensko |  |

| Souhrn zápasu | Souhrn zápasu | Souhrn zápasu | Souhrn zápasu | Souhrn zápasu |
| ------------- | ------------- | ------------- | ------------- | ------------- |
|               | {{{góly1}}}   |               | {{{góly2}}}   |               |

| 20. dubna 2003 | USA | 1 - 2 P | Kanada |  |
|                | USA |         | Kanada |  |

| Souhrn zápasu | Souhrn zápasu | Souhrn zápasu | Souhrn zápasu | Souhrn zápasu |
| ------------- | ------------- | ------------- | ------------- | ------------- |
|               | {{{góly1}}}   |               | {{{góly2}}}   |               |

#### O 5. místo
| 21. dubna 2003 | Česko | 2 - 3 P | Švédsko |  |
|                | Česko |         | Švédsko |  |

| Souhrn zápasu | Souhrn zápasu | Souhrn zápasu | Souhrn zápasu | Souhrn zápasu |
| ------------- | ------------- | ------------- | ------------- | ------------- |
|               | {{{góly1}}}   |               | {{{góly2}}}   |               |

#### O 3. místo
| 22. dubna 2003 | USA | 3 - 6 | Rusko |  |
|                | USA |       | Rusko |  |

| Souhrn zápasu | Souhrn zápasu | Souhrn zápasu | Souhrn zápasu | Souhrn zápasu |
| ------------- | ------------- | ------------- | ------------- | ------------- |
|               | {{{góly1}}}   |               | {{{góly2}}}   |               |

#### Finále
| 22. dubna 2003 | Kanada | 3 - 0 | Slovensko |  |
|                | Kanada |       | Slovensko |  |

| Souhrn zápasu | Souhrn zápasu | Souhrn zápasu | Souhrn zápasu | Souhrn zápasu |
| ------------- | ------------- | ------------- | ------------- | ------------- |
|               | {{{góly1}}}   |               | {{{góly2}}}   |               |

### Konečné pořadí
| Rk.              | Tým        |
| ---------------- | ---------- |
| Zlatá medaile    | Kanada     |
| Stříbrná medaile | Slovensko  |
| Bronzová medaile | Rusko      |
| 4.               | USA        |
| 5.               | Švédsko    |
| 6.               | Česko      |
| 7.               | Finsko     |
| 8.               | Bělorusko  |
| 9.               | Švýcarsko  |
| 10.              | Kazachstán |

Týmy  Švýcarsko a  Kazachstán sestoupily do 1. divize na Mistrovství světa v ledním hokeji do 18 let 2004.

### Soupisky
| Kanada - Rejean Beauchemin, Shawn Belle, Steve Bernier, Paul Bissonnette, Alexandre Bolduc, Jeff Carter, Daniel Carcillo, Brennan Chapman, Braydon Coburn, Jeremy Colliton, Patrick Coulombe, Brandon Crombeen, Stephen Dixon, Ryan Getzlaf, Mike Green, Ryan Munce, Geoff Platt, Marc-Antoine Pouliot, Dany Roussin, Brent Seabrook, Anthony Stewart, Jamie Tardif · Trenér: Mike Kelly |

| Slovensko - Ivan Baranka, Štefan Blaho, Slavomír Bodnár, Tomáš Bulík, Ivan Dornič, Vladimír Dravecký, Adam Drgoň, Branislav Fábry, Pavol Gurčík, Jaroslav Halák, Milan Hruška, Jaroslav Markovič, Andrej Meszároš, Lukáš Mucha, Juraj Prokop, Marek Rožník, Štefan Ružička, Ladislav Ščurko, Michal Sersen, Peter Tabaček, Boris Valábik, Marek Zagrapan · Trenér: Jindřich Novotný |

| Rusko - Vitalij Anikejenko, Anton Bělov, Anton Dubinin, Konstantin Glasačov, Sergej Gorelov, Alexej Ivanov, Denis Ježov, Dmitrij Kosmačev, Denis Loginov, Konstantin Makarov, Jevgenij Malkin, Georgi Mišarin, Alexander Naurov, Arťom Nosov, Alexandr Ovečkin, Andrej Pervyšin, Dmitrij Pestjunov, Dmitrij Petrov, Grigori Šafigulin, Dmitrij Šitikov, Rustam Sidikov, Dmitrij Černych · Trenér: Vadimir Krjučkov |

## 1. divize

### Skupina A
Turnaj se odehrál ve Ventspilsu v Lotyšsku.
| Tým               | Z | V | R | P | GV | GI | B |
| ----------------- | - | - | - | - | -- | -- | - |
| 1. Dánsko         | 5 | 4 | 1 | 0 | 31 | 12 | 9 |
| 2. Německo        | 5 | 4 | 0 | 1 | 34 | 8  | 8 |
| 3. Slovinsko      | 5 | 3 | 0 | 2 | 24 | 27 | 6 |
| 4. Lotyšsko       | 5 | 1 | 2 | 2 | 14 | 15 | 4 |
| 5. Japonsko       | 5 | 1 | 1 | 3 | 15 | 19 | 3 |
| 6. Velká Británie | 5 | 0 | 0 | 5 | 8  | 45 | 0 |

 Dánsko postoupilo mezi elitu, zatímco  Velká Británie sestoupila do 2. divize na Mistrovství světa v ledním hokeji do 18 let 2004.

### Skupina B
Turnaj se odehrál v Briançonu ve Francii.
| Tým         | Z | V | R | P | GV | GI | B |
| ----------- | - | - | - | - | -- | -- | - |
| 1. Norsko   | 5 | 4 | 1 | 0 | 22 | 13 | 9 |
| 2. Polsko   | 5 | 3 | 1 | 1 | 11 | 14 | 7 |
| 3. Itálie   | 5 | 2 | 1 | 2 | 15 | 13 | 5 |
| 4. Francie  | 5 | 2 | 0 | 3 | 20 | 17 | 4 |
| 5. Rakousko | 5 | 1 | 1 | 3 | 15 | 18 | 3 |
| 6. Ukrajina | 3 | 1 | 0 | 4 | 16 | 24 | 2 |

 Norsko postoupilo mezi elitu, zatímco  Ukrajina sestoupila do 2. divize na Mistrovství světa v ledním hokeji do 18 let 2004.

## 2. divize

### Skupina A
Turnaj se odehrál v Tallinnu v Estonsku.
| Tým            | Z | V | P | R | GV | GI | B  |
| -------------- | - | - | - | - | -- | -- | -- |
| 1. Jižní Korea | 5 | 5 | 0 | 0 | 56 | 12 | 10 |
| 2. Estonsko    | 5 | 4 | 1 | 0 | 49 | 8  | 8  |
| 3. Chorvatsko  | 5 | 2 | 2 | 1 | 38 | 20 | 5  |
| 4. Belgie      | 5 | 2 | 2 | 1 | 20 | 32 | 5  |
| 5. Španělsko   | 5 | 1 | 4 | 0 | 23 | 36 | 2  |
| 6. Bulharsko   | 5 | 0 | 5 | 0 | 2  | 80 | 0  |

 Jižní Korea postoupila do 1. divize, zatímco  Bulharsko sestoupilo do 3. divize na Mistrovství světa v ledním hokeji do 18 let 2004.

### Skupina B
Turnaj se odehrál v Bělehradě v Srbsku a Černé Hoře.
| Tým           | Z | V | P | R | GV | GI | B  |
| ------------- | - | - | - | - | -- | -- | -- |
| 1. Rumunsko   | 5 | 5 | 0 | 0 | 33 | 10 | 10 |
| 2. Maďarsko   | 5 | 3 | 1 | 1 | 27 | 12 | 7  |
| 3. Nizozemsko | 5 | 3 | 2 | 0 | 22 | 17 | 6  |
| 4. Jugoslávie | 5 | 2 | 2 | 1 | 14 | 19 | 5  |
| 5. Litva      | 5 | 1 | 4 | 0 | 15 | 29 | 2  |
| 6. JAR        | 5 | 0 | 5 | 0 | 9  | 33 | 0  |

 Rumunsko postoupilo do 1. divize, zatímco  JAR sestoupila do 3. divize na Mistrovství světa v ledním hokeji do 18 let 2004.

## 3. divize

### Skupina A
Turnaj se odehrál v Ciudad de México v Mexiku.
| Tým            | Z | V | P | R | GV | GI | B |
| -------------- | - | - | - | - | -- | -- | - |
| 1. Austrálie   | 3 | 3 | 0 | 0 | 28 | 6  | 6 |
| 2. Mexiko      | 3 | 2 | 1 | 0 | 12 | 12 | 4 |
| 3. Čína        | 3 | 1 | 2 | 0 | 11 | 12 | 2 |
| 4. Nový Zéland | 3 | 0 | 3 | 0 | 2  | 23 | 0 |

 Austrálie postoupila do 2. divize na Mistrovství světa v ledním hokeji do 18 let 2004.

### Skupina B
Turnaj se odehrál v Sarajevu v Bosně a Hercegovině.
| Tým                    | Z | V | P | R | GV | GI | B |
| ---------------------- | - | - | - | - | -- | -- | - |
| 1. Island              | 3 | 3 | 0 | 0 | 19 | 4  | 6 |
| 2. Turecko             | 3 | 1 | 2 | 0 | 16 | 11 | 2 |
| 3. Bosna a Hercegovina | 3 | 1 | 2 | 0 | 8  | 19 | 2 |
| 4. Izrael              | 3 | 1 | 2 | 0 | 5  | 14 | 2 |

 Island postoupil do 2. divize na Mistrovství světa v ledním hokeji do 18 let 2004.